# 158899 Malloryvale
158899 Malloryvale è un asteroide della fascia principale. Scoperto nel 2004, presenta un'orbita caratterizzata da un semiasse maggiore pari a 2,3611412 UA e da un'eccentricità di 0,1445072, inclinata di 3,76310° rispetto all'eclittica.
L'asteroide è dedicato all'astronoma statunitense Mallory Vale.